# Max Schneider (muzykolog)
Max Schneider (ur. 20 lipca 1875 w Eisleben, zm. 5 maja 1967 w Halle) – niemiecki muzykolog, dyrygent.

## Życiorys
Studiował muzykologię na Uniwersytecie w Lipsku u Oscara Paula, Hugo Riemanna i Hermanna Kretzschmara, uczył się też w lipskim konserwatorium u Salomona Jadassohna. W latach 1897–1901 był kapelmistrzem teatru miejskiego w Halle. Od 1904 do 1907 roku pełnił funkcję bibliotekarza na Uniwersytecie Berlińskim, następnie od 1907 do 1914 roku był bibliotekarzem Königliche Bibliothek. Od 1909 roku uczył instrumentacji i czytania partytur w berlińskim Königliches Institut für Kirchenmusik. W 1917 roku uzyskał na Uniwersytecie Berlińskim stopień doktora.
Od 1915 do 1928 (lub 1929 wg) roku działał we Wrocławiu jako wykładowca i kierownik wchodzącego w skład Uniwersytetu Wrocławskiego Institut für Kirchenmusik (przemianowanego w czasie jego pracy na Musikalisches Institut (Instytutu Muzykologii)). W 1920 roku otrzymał tytuł profesora zwyczajnego. W latach 1928–1960 wykładał na Uniwersytecie w Halle. Pełnił tam funkcję dziekana Wydziału Filozofii, w 1938 roku złożył jednak rezygnację z powodu sprzeciwu wobec polityki narodowych socjalistów. Publikował w czasopismach „Zeitschrift für Musikwissenschaft”, „Bach-Jahrbuch” i „Die Musikforschung”. W 1945 roku wyjechał do Halle, gdzie zmarł w 1967 roku.

## Dorobek naukowy
W swojej pracy naukowej zajmował się muzyką okresu XVI–XVIII wieku. Był dyrygentem Oratorium na Boże Narodzenie Johanna Sebastiana Bacha. Jego praca doktorska Die Anfänge des Basso Continuo (wyd. Lipsk 1918) poświęcona jest zagadnieniu teorii i praktyki basso continuo. Opublikował m.in. prace Bach-Genealogie (1915), Beiträge zu einer Anleitung Clavichord und Cembalo zu spielen (Strasburg 1934) i Beiträge zur Musikforschung (tom 1, Halle 1935). Przywiązywał dużą wagę do podstawy źródłowej i problematyki wykonawczej zgodnej z duchem epoki. Napisał liczne przyczynki biograficzne i przewodniki biobibliograficzne, przygotowywał edycje źródłowe dzieł Heinricha Schütza. Badał twórczość Johanna Sebastiana Bacha i jego poprzedników, a także Georga Friedricha Händla, przyczyniając się do renesansu zainteresowania jego twórczością.
Do grona jego doktorantów należał przyszły profesor Johannes Piersig, organista i kantor kościoła św. Elżbiety we Wrocławiu, autor rozprawy Das Weltbild des Heirich Schütz (1947).